# Ресурсная теория внимания Д. Канемана
Ресурсная теория внимания Д. Канемана (ресурсная модель внимания) — концепция внимания как единого психологического ресурса была предложена Даниэлем Канеманом в 1973 году. Ресурсная теория внимания Д.Канемана в дальнейшем оказала влияние на разработку теорий Д. Навона и Д. Гофера, К. Уикенса и других.

В книге "Внимание и усилие" Д. Канеман определяет внимание как единый психологический ресурс  ограниченного объема, который  в виде умственных волевых усилий задействуется и расходуется при обеспечении и выполнении контролируемого сознанием познавательного процесса, и  восстанавливается во время отдыха, сна, физической активности и другими способами. Его теория внимания включает стратегию распределения имеющихся психологических ресурсов между задачами, которая позволяет эффективно справиться со значительной ограниченностью ёмкости ресурсов психики, в части решения задач, требующих действий сознания. Д. Канеман в своей теории соединяет интенсивностный и селективный аспект внимания. Интенсивностный аспект внимания характеризуется мощностью усилия (количеству расходуемых ресурсов в единицы времени), а селективный с избирательным распределением усилий по конкретным видам умственной деятельности .

## Основные положения теории
Ресурсная теория внимания базируется на следующих положениях:
- Существует  ограничение, определяемое объемом доступного ресурса внимания человека проводить умственную работу.
- Объем доступного ресурса внимания не является постоянным, он зависит от функционального состояния человека и воздействия внешних факторов.
- Человек обладает способностью распределять доступный ресурс внимания между несколькими задачами.
- Успешность одновременного выполнения нескольких задач зависит от уровня их сложности, интенсивности и объёма запросов со стороны этих задач к ресурсу внимания и его текущего  объема.

## Модель внимания Д. Канемана
Модель внимания включает в себя следующие составляющие:

1. Хранилище ресурсов. Ресурс внимания является частью общей системы физиологической активации. На общую физиологическую активацию влияют следующие факторы: функциональное состояние организма, эмоциональное состояние, интенсивность стимуляции, моторное напряжение организма.
2. Центральный компонент. Он реализует политику распределения ресурса, определяет структуры и процессы, на которые будет выделен ресурс, и объём выделяемого на них ресурса (см. также раздел Центральный исполнитель в  модели рабочей памяти Алана Бэддели).
3. Компонент памяти, хранящий информацию о видах деятельности, на которые должен  выделятся и распределятся ресурс внимания. Под видами деятельности автор концепции понимает задачи, встающие перед познающим субъектом.
4. Компонент памяти постоянных детерминант - хранит идентификационную информацию о жизненно значимых стимулах и отвечает за немедленное выделение ресурсов на их обработку.
5. Компонент памяти текущих намерений - хранит активные для текущего времени намерения.
6. Компонент оценки объема требуемых ресурсов - оценивает объём требований к ресурсам со стороны возможных видов деятельности.

## Экспериментальные факты в поддержку теории
Основной закон распределения внимания звучит следующим образом: сначала ресурсом насыщается более важное задание, менее важное выполняется за счёт оставшегося запаса ресурса, в результате чего, когда ресурса недостаточно, основная задача выполняется лучше следующей по важности. Для практических целей важно не просто констатировать факт, что человек совершает ошибки, а предсказать приближение этого момента. Решить эту проблему Д. Канеману помогла разработанная им методика вторичной зондовой задачи.
В 1967 году Д. Канеман, Д. Битти, И. Поллак провели следующий эксперимент. Испытуемые выполняли основное задание: экспериментатор предъявлял им последовательность цифр со скоростью цифра в секунду. После двухсекундной паузы испытуемые называли последовательность цифр, которые отличались от исходных на одну добавленную единицу. Затем испытуемые выполняли другое задание: отчитывались о букве, которая появлялась среди «шума» на мониторе на короткое время. С обоими заданиями большинство испытуемых справлялось успешно.
Во второй серии эксперимента оба задания выполнялись в одно время: первое было в качестве основного, а более простое второе в качестве зондового. Приоритет задачи трансформации цифр обеспечивался платежной матрицей. Испытуемый получал премию в 4 цента в каждой пробе, если успешно справлялся с обеими задачами. Премия снижалась до 2-х центов, если испытуемый правильно отвечал на задачу с трансформацией цифр, но ошибочно определял букву. За неправильный ответ в задаче трансформации цифр испытуемого штрафовали на 4 цента. В этой серии испытуемые совершали ошибки в обеих задачах. Процент ошибок в задаче трансформации цифр был постоянным —15-20%, т.е. основная задача выполнялась на одном и том же уровне вне зависимости от временной позиции целевого стимула (буквы). Во вторичной задаче процент ошибок был выше и больше колебался в зависимости от времени предъявления буквы. Если целевая буква появлялась в начале, то экспериментаторы наблюдали около 30 % ошибок, а если появление буквы совпадало с преобразованием последовательности цифр — процент ошибок возрастал до 70 %. Таким образом, когда испытуемые имели достаточное количество запасных ресурсов, они эффективно справлялись с дополнительной задачей. Когда запасные ресурсы заканчивались (нужно было удерживать в памяти четыре цифры и прибавлять единицу), их не хватало на то, что заметить букву на экране монитора.  
В эксперименте на протяжении всех проб проводилась непрерывная регистрация диаметра зрачка. Изменение диаметра зрачка выступило в качестве дополнительного объективного индикатора количества умственного усилия, которое затрачивается на решение основной задачи. Исследователям удалось показать, что динамика диаметра зрачка сходна с изменением продуктивности решения зондовой задачи. Когда задача становится максимально энергоемкой, и загрузка кратковременной памяти увеличивается, зрачок расширяется, а в конце задания, когда испытуемый дает отчет – зрачок сужается.  
По мнению Канемана, колебания эффективности выполнения зондовой задачи на фоне относительной стабильности выполнения основной задачи отражают ограничения ресурса внимания и показывают основную политику его распределения: сначала субъект тратит энергию на основную деятельность, а ее «остатки» направляет на дополнительные задачи.